# 김성훈 (1987년)
김성훈(金成勳, 1987년 5월 8일 ~ )은 전 KBO 리그 한화 이글스의 투수이다.

## 아마추어 시절
인천고등학교 재학 시절 인천고가 대통령배 전국고교야구대회에서 우승하는 데 지대한 기여를 하여 동산고등학교의 류현진과 함께 인천 지역의 양대 에이스 투수로 꼽혔다.

## SK 와이번스시절
2006년에 입단하였다. 부상으로 뚜렷한 활약을 펼치지 못하고 2007년 시즌 후 방출됐다.

## 삼성 라이온즈시절
방출 후 공익근무요원으로 군 복무를 마치고 2010년 6월에 소집 해제됐다. 신고선수로 입단했으나 시즌 후 방출됐다.

## 한화 이글스시절
2013년에 신고선수로 입단했으나 이듬해 다시 방출됐다.

## 출신 학교
- 숭의초등학교
- 대헌중학교
- 인천고등학교

## 수상
- 2004년 제 38회 대통령배 전국고교야구대회 최우수 선수

## 통산 기록
| 연도 | 소속 | 평균자책 | 경기 | 승리 | 패전 | 세이브 | 홀드 | 이닝 | 피안타 | 피홈런 | 볼넷 | 탈삼진 | 실점 | 자책점 | 비고 |
| ---- | ---- | -------- | ---- | ---- | ---- | ------ | ---- | ---- | ------ | ------ | ---- | ------ | ---- | ------ | ---- |
| 2006 | SK   | 2.84     | 2    | 0    | 1    | 0      | 0    | 6.1  | 3      | 1      | 3    | 4      | 2    | 2      |      |